# 研伸館
研伸館（けんしんかん）は、兵庫・大阪・奈良・京都に展開する現役生対象の大学受験予備校。経営母体はアップ (学習塾)。
現役生（現役高校生、国立・私立の中高一貫校に通う中学生）を専門に指導しており、浪人生は対象としていない。京阪神地区を中心に展開しているため、大学合格実績は関西地区の大学が大半を占めるが、東京大学など首都圏の主要大学への実績もある。
一部の校舎では授業を録画し、欠席者やクラブ活動などで時間帯が合わない生徒などに便利な「VOD受講システム」を導入している。このVOD受講システムにより、年度の途中から入学しても、授業を受講することが可能である。

## 研伸館高校生課程
公立高校生、国立・私立の中高一貫校に通う高校生を対象に大学受験指導を行う。

### クラス設定
高1生・高2生は「学習進度」および「学力レベル」の両面で、最適の状況での実力向上を目指すため、“進度×レベル”を考慮した必要十分なクラスを設定している。
＜高1生＞
| 特別選抜S | 東大・京大入試を俯瞰して、速く、深く最難関大へ                   |
| S         | 京大・阪大・医学部に通用する学力を養成する                       |
| SR        | 京大・阪大・医学部現役合格を目指す(国公立高校生・私立高校入学生) |
| SK        | 阪大・神大・その他現役合格を目指す                               |

＜高2生＞
| 特別選抜S | 東大・京大入試を俯瞰して、速く、深く最難関大へ         |
| S         | 京大・阪大・医学部に通用する学力を養成する             |
| SK        | 阪大・神大・その他国公立大学・難関私大現役合格を目指す |

高3生は、志望大学レベル別のクラス設定となり、よりきめ細やかな指導を行っている。
| 東大京大         | 東大・京大・旧帝大医学部レベル   |
| 京大阪大・医学部 | 京大・阪大・国公立大医学部レベル |
| 阪大神大         | 阪大・神大レベル                 |
| 国私立大         | 中堅国公立大・私立大レベル       |
| 共通テスト       | 大学入学共通テスト受験者対象     |
| 関関同立         |                                  |

## 研伸館中学生課程
国立・私立の中高一貫校に通う中学生を対象に指導を行う。

### クラス設定
- トップレベルS・トップレベルS+
- ハイレベルA・B
- 物理化学講座 - 医学部S・ハイレベルクラス・学校別クラス
- 学校進度対応講座 - 灘・東大寺学園・甲陽学院・大阪星光学院・四天王寺など

## 研伸館PS（プライベートスクール）
現役高校生・中高一貫校に通う中学生を対象に個別指導を行う。

### クラス設定
- メインコース
- 専任コース
- 1対1プレミアムコース

## 研伸館HS（ハイスクール）
公立高校生を対象に学校準拠指導・大学受験指導を行う。